# Dolni Pasarel, Sofia-capitala
Dolni Pasarel (în bulgară Долни Пасарел) este un sat în comuna Stolicina, regiunea Sofia-capitala,  Bulgaria. 

## Demografie
Componența etnică a satului Dolni Pasarel
     Bulgari (94,1%)
     Nicio identificare (5,03%)
     Altele (0,86%)
La recensământul din 2011, populația satului Dolni Pasarel era de 1.272 locuitori. Din punct de vedere etnic, majoritatea locuitorilor (94,1%) erau bulgari. Pentru 5,03% din locuitori nu este cunoscută apartenența etnică.